# Louis Lormel
Louis Charles Libaude dit Louis Lormel, né le 12 mai 1869 dans le 1er arrondissement de Paris et mort le 13 mars 1922 dans le 8e arrondissement, est un écrivain, poète et marchand d'art français.

## Biographie
Né de parents originaires d'Abbeville, Louis Charles Libaude fait ses études au collège Sainte-Barbe (Paris), où il a pour condisciple et ami, le futur peintre Émile Bernard. Il fait ensuite son Droit et fréquente le Quartier latin. Selon Bernard, ce serait le frère aîné de Louis qui aurait fondé et lancé Le Scapin (décembre 1885 - décembre 1886), une revue qui allait devenir l'antichambre des symbolistes. 
Le mystérieux Émile-Georges Raymond est-il le frère de Louis Charles Libaude ? Probablement, car l'écrivain avait effectivement un frère aîné prénommé Émile né en 1864. Toujours est-il que sous le nom de plume de Louis Lormel, le jeune Libaude décide de lancer L'Art littéraire en octobre 1892, avec une bande d'amis, Maurice Chemnitz (dit Maurice Chevrier), Francis Jourdain, Louis Rouart (d), rejoints bientôt par Fabien Launay, Léonard Sarluis, George Bottini, Léon-Paul Fargue, Remy de Gourmont et Alfred Jarry qui y publie son premier texte, et qui aide financièrement Lormel ; d'abord bulletin, le périodique devient une revue mensuelle. Cette revue prend fin en novembre 1894. 
Lormel-Libaude devient ensuite commissaire-priseur, travaillant à Drouot, et démissionne de la compagnie en 1910. 
En mai 1908, Lormel rejoint Émile Bernard qui avait fondé une nouvelle revue trois ans plus tôt, La Rénovation esthétique, à laquelle s'était joint Armand Point et de nombreux jeunes critiques, mais qui se débattaient dans d'interminables polémiques. L'arrivée de Lormel coïncide avec une reprise en main théorique du support qui disparaît en avril 1910 après soixante livraisons. Dans la foulée, Lormel publie Tableaux d'âme chez Edward Sansot. Avec les années, il va se montrer de plus en plus attiré par le spiritisme : il écrivit dans La Revue spirite et chroniquait sur le sujet dans de nombreux revues et journaux.
Collectionneur et marchand de tableaux, ouvrant même une galerie en 1911 au 17 de l'avenue Trudaine, Lormel est l'un des premiers acheteurs de Pablo Picasso alors que celui-ci était un quasi inconnu. Lié un temps par contrat à Maurice Utrillo, il organise la première exposition de ce peintre à la galerie Blot (Paris) en mai 1913. Il revend une partie de son importante collection en 1920.
Le 3 décembre 1921, Lormel revient sur l'histoire des débuts du symbolisme dans Le Gaulois où il publie un témoignage précieux sur Alfred Jarry.
Mort trois mois plus tard à la clinique Turin à l'âge de 52 ans, Louis Lormel était veuf de Juliette Paquignon, fille d'un pharmacien parisien, depuis novembre 1902. Leur fille unique Germaine (1901-1971) épousera le 26 décembre 1922 Paul Mareuse, un des fils de l'archéologue et historien Edgar Mareuse (1848-1926).

## Écrits
- La Convalescence de Bébé, Paris, Guérin, 1889.
- L'Écuyère, drame en 1 acte et 2 tableaux, Paris, La Phalange, 1908.
- Tableaux d'âme, Paris, E. Sansot, 1908[14].